# Orobanche ramosa
Orobanche ramosa es una planta parásita herbácea y vivaz, carente de clorofila, cuyas raíces se fijan a la planta anfitriona para extaer los nutrientes. 
Los tallos están a menudo muy ramificados, las flores son de color blanco azulado o malva con nerviaciones moradas. 
Oriunda de la Europa central y sudoccidental se ha naturalizado ampliamente en diferentes lugares, considerándola una importante amenaza para las cosechas en alguna áreas, como el oeste de Francia donde ataca las plantaciones de colza. 
También parásita las plantas de tomate, berenjena, patata, col, coleo, pimiento, girasol, apio y guisante. En zonas fuertemente infectadas puede provocar la pérdida total de la cosecha. 

## Subespecies
- Orobanche ramosa subsp. mutelii (F.W.Schultz) Cout.
- Orobanche ramosa subsp. nana (Reut.) Cout.
- Orobanche ramosa subsp. ramosa L.

- Datos: Q159083
- Multimedia: Orobanche ramosa / Q159083
- Especies: Orobanche ramosa